# رعنا أيوب
رعنا أيوب صحفية هندية وكاتبة عمود في صحيفة واشنطن بوست.  وهي المؤلفة للكتاب الاستقصائي ملفات كجرات: تشريح التستر.  

## الخلفية والأسرة
ولدت رعنا أيوب في مومباي، الهند. وكان والدها محمد أيوب واقف،  كاتبًا في مجلة بليتز، وهي مجلة تتخذ من مومباي مقراً، وعضوًا مهمًا في حركة الكتاب التقدميين.[بحاجة لمصدر] شهدت المدينة أعمال شغب في 1992-1993، وخلال هذه الفترة، انتقلت العائلة إلى ضاحية ديونار ذات الأغلبية المسلمة، حيث نشأت رعنا. أبوها أيوب هو مسلم ملتزم. 

## حياة مهنية
عملت رعنا في مجلة تهلكة (مجلة) ‏ (بمعنى «ضجة»)، وهي مجلة إخبارية استقصائية وسياسية مقرها دلهي. وسبق أن انتقدت رعنا بشكل عام حزب بهاراتيا جاناتا، وناريندرا مودي .  وفقًا لروايتها الخاصة، كان للتقرير الذي أعدته رعنا أيوب دور فعال في إرسال أميت شاه، أحد المقربين من ناريندرا مودي، إلى السجن لعدة أشهر في عام 2010.  
كانت مهمتها الكبرى في تهلكة هي تنفيذ العملية السرية اللدغة التي استند إليها كتابها ملفات كجرات . وفي نهاية العملية اللدغة، رفضت إدارة تهلكة نشر أي قصة كتبتها رعنا أو بناءً على البيانات التي جمعتها. واصلت رعنا العمل مع تهلكة. وفي نوفمبر عام 2013، اتُهم رئيس التحرير والمساهم الرئيسي في مجلة تهلكة تارون تيجبال بالتحرش الجنسي من قبل أحد مرؤوسيه الصحفيين. استقالت رعنا أيوب من تهلكة احتجاجًا على تعامل المنظمة مع التهمة الموجهة إلى تيجبال.  وأصبحت تعمل مستقلةً.    في سبتمبر عام 2019، تم تعيينها من قبل صحيفة واشنطن بوست كاتبةً مساهمة في قسم الآراء العالمية.    
في أكتوبر عام 2020، نشرت هاربر كولنز في الهند رسالة مفتوحة كتبتها أيوب، للاحتجاج على التعيين المثير للجدل للممثل جاجندرا شوهان كرئيس لمعهد السينما والتلفزيون الهندي، كجزء من كتاب إنقيلاب: عقد من الاحتجاج الذي يحتوي على خطابات، ومحاضرات ورسائل "تتناول أهم الأحداث والقضايا في السنوات العشر الماضية".   

## الأحداث البارزة

### عملية كجرات اللدغة
تولت رعنا، بصفتها صحفية استقصائية في تهلكة، مشروعًا لإجراء عملية طويلة تهدف إلى إيقاع السياسيين والمسؤولين الحكوميين في ولاية كجرات وحملهم على الكشف عن أي تستر محتمل فيما يتعلق بأعمال الشغب في الولاية عام 2002. وكانت رعنا تتظاهر بشخصية مايثيلي تياجي، مخرجة أفلام من معهد الفيلم الأمريكي، وتبدأ في مصادقة أهدافها. أمضت حوالي عشرة أشهر متخفية، وحصلت على راتب شهري منتظم من تهلكة خلال هذه الفترة. ومع ذلك، في نهاية العملية، شعرت إدارة تهلكة أن التسجيلات التي قامت بها على مدار الأشهر لم تقدم أي معلومات جديدة أو مثيرة، وأن البيانات التي جمعتها غير صالحة للنشر.  